# Паращук, Юрий Григорьевич

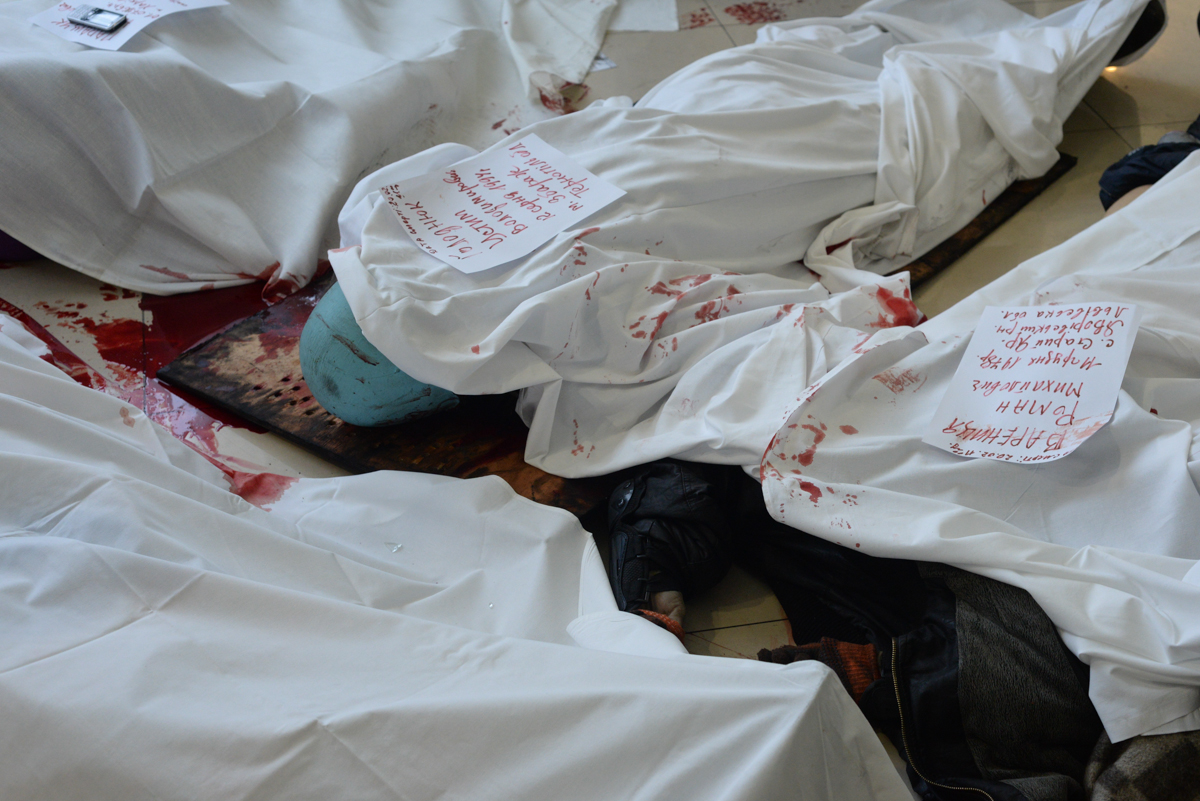
Тела погибших Паращука, Голоднюка и Вареницы в Гостинице «Украина», 20 февраля

Юрий Григорьевич Паращук (1 июля 1966, г. Тальное, Черкасская область — 20 февраля 2014 года, Киев) — общественный активист, волонтер Евромайдана. Герой Украины (2014, посмертно).

## Биография
Юрий работал столяром в Харькове. Поехал на Майдан в соответствии со своими убеждениями.
На Майдан приезжал с 1 декабря 2013 года. Вступил в ряды «Свободы». 20 февраля 2014 года на Майдане Независимости в Киеве был убит снайперской пулей в затылок, во время отступления силовиков с баррикад на Институтской улице.
Похоронен в городе Тальное.

## Память

### Награды
- Звание Герой Украины с вручением ордена «Золотая Звезда» (21 ноября 2014, посмертно) — за гражданское мужество, патриотизм, героическое отстаивание конституционных принципов демократии, прав и свобод человека, самоотверженное служение Украинскому народу, обнаруженные во время Революции достоинства[4].
- Медаль «За жертвенность и любовь к Украине» (УПЦ КП, июнь 2015) (посмертно)[5].